# Lorenzo Giustino
Lorenzo Giustino (ur. 10 września 1991 w Neapolu) – włoski tenisista.

## Kariera tenisowa
Podczas swojej kariery zwyciężył w jednym singlowym oraz jednym deblowym turnieju rangi ATP Challenger Tour.
W 2020 roku podczas Australian Open zadebiutował w turnieju głównym imprezy Wielkiego Szlema w grze pojedynczej. Startując jako szczęśliwy przegrany z kwalifikacji, przegrał w pierwszej rundzie z Milosem Raoniciem.
W tym samym sezonie podczas French Open wygrał swój pierwszy mecz w karierze w turnieju głównym Wielkiego Szlema. Po odniesieniu trzech zwycięstw w kwalifikacjach wygrał w pierwszej rundzie z Corentinem Moutetem 0:6, 7:6(7), 7:6(3), 2:6, 18:16. Mecz trwał 6 godzin i 5 minut i był to pod względem długości drugi mecz w historii turnieju oraz czwarty w historii całego Wielkiego Szlema. W drugiej rundzie Giustino przegrał natomiast z Diego Schwartzmanem.
W rankingu gry pojedynczej najwyżej był na 127. miejscu (12 sierpnia 2019), a w klasyfikacji gry podwójnej na 311. pozycji (15 kwietnia 2019).

### Zwycięstwa w turniejach ATP Challenger Tour

#### Gra pojedyncza
| Końcowy wynik | Nr | Data           | Turniej | Nawierzchnia | Przeciwnik     | Wynik finału |
| ------------- | -- | -------------- | ------- | ------------ | -------------- | ------------ |
| Zwycięzca     | 1. | 9 czerwca 2019 | Ałmaty  | Ceglana      | Federico Coria | 6:4, 6:4     |

#### Gra podwójna
| Końcowy wynik | Nr | Data           | Turniej  | Nawierzchnia | Partner          | Przeciwnicy                   | Wynik finału |
| ------------- | -- | -------------- | -------- | ------------ | ---------------- | ----------------------------- | ------------ |
| Zwycięzca     | 1. | 9 czerwca 2018 | Szymkent | Ceglana      | Gonçalo Oliveira | Lucas Miedler Sebastian Ofner | 6:2, 7:6(4)  |